# Castelnou
Castelnou – miejscowość i gmina we Francji, w regionie Oksytania, w departamencie Pireneje Wschodnie.
Według danych na rok 1990 gminę zamieszkiwało 277 osób, a gęstość zaludnienia wynosiła 14 osób/km² (wśród 1545 gmin Langwedocji-Roussillon Castelnou plasuje się na 643. miejscu pod względem liczby ludności, natomiast pod względem powierzchni na miejscu 385.).

## Zabytki
Zabytki na terenie gminy posiadające status monument historique:
- kościół św. Marii du Mercadal (Église Sainte-Marie du Mercadal)

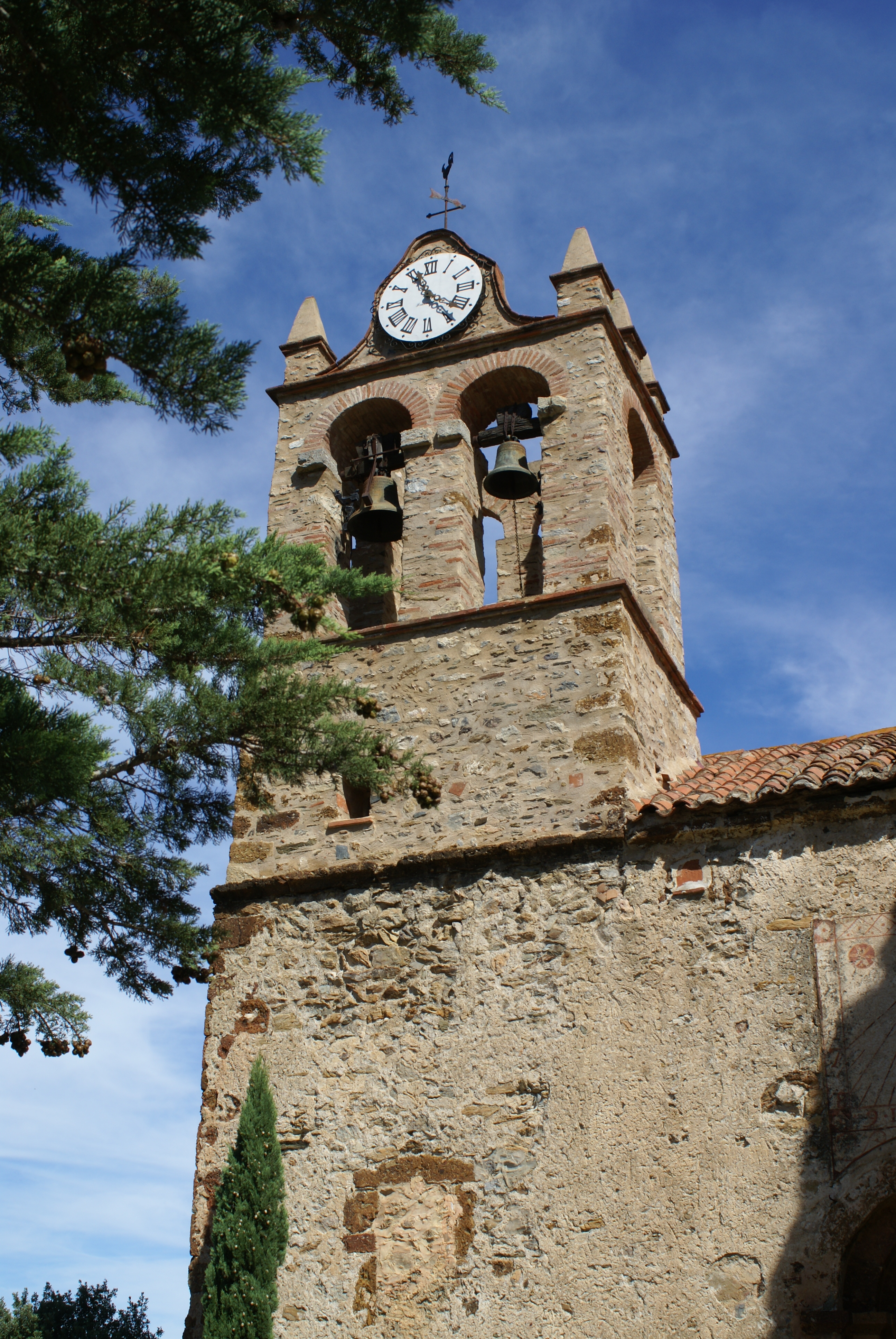
Kościół w Castelnou, 2011

## Populacja

Populacja Castelnou w latach 1962–2008